# De Cock en de wortel van het kwaad
 De Cock en de wortel van het kwaad  is het achtenzestigste deel van de detectivereeks De Cock van de Nederlandse auteur Appie Baantjer waarin rechercheurs Jurriaan 'Jurre' de Cock en Dick Vledder een serie moorden met stiletto op moeten lossen gepleegd binnen een vereniging voor goede doelen in Amsterdam. De recherche is in overgang naar het computertijdperk en daar heeft De Cock moeite mee maar weet zonder intranet toch de dader op te sporen.

## Verhaal
Rechercheur De Cock van het politiebureau Warmoesstraat vertelt Dick Vledder, dat hij vandaag voor de twee keer in zijn leven een  omen heeft gehad om zijn werk te mijden. Vledder vindt het onzin evenals de Latijnse spreuk van de oude meester: “Omina sunt aliquid’’. Hun dialoog wordt verstoord door de binnenkomst van een mooie vrouw, weduwe Gabrielle van de Kraaienhoek. Ze maakt zich zorgen om haar 35-jarige broer Jean-Baptiste de Boyer, met wie ze al een dag of vier geen contact meer krijgt. Ze laat een foto van hem achter. Haar huidige vriend heeft haar begeleid naar het politiebureau en De Cock praat na haar vertrek ook even met hem, Felix de Waard een 42-jarige weduwnaar. Hij hoopt voor het eind van het jaar met Gabrielle te kunnen trouwen. Maar hij kent Jean-Baptiste al van voor Gabrielle, via de club van de Gouden Harten. Dat is een vriendenclub die zich ten doel heeft gesteld fondsen te werven voor goede doelen. Zelf heeft Felix zijn lidmaatschap opgezegd, toen er te veel en te jonge nieuwe leden werden toegelaten. Maar Jean-Baptiste is nog lid. Desgevraagd geeft hij als zijn mening dat laatstgenoemde niet alleen is verdwenen maar ook vermoord. Als mogelijke reden noemt hij rivaliteit en chantage van donateurs binnen de gelederen van de club. Verder doet hij opeens geen mededelingen meer, uit angst te worden omgebracht. De Cock draagt Dick Vledder op de verdwenen man met foto op de telex te zetten, maar zijn collega merkt verveeld op dat zulks tegenwoordig via het intranet gebeurt. De grijze rechercheur raakt zo nog meer geïrriteerd.
De Cock besluit onmiddellijk op onderzoek uit te gaan op het vestigingsadres van de Gouden Harten club aan de Brouwersgracht. Onder afkeuring van Vledder verschaft De Cock zich toegang middels het apparaat van Handige Henkie. Diep in het gebouw vinden ze Jean-Baptiste de Boyer met een stiletto tussen zijn schouderbladen en in de palm van zijn rechterhand een klein rood plastic hartje. De twee rechercheurs worden bijna overlopen door de directeur van de Stichting, Julius Spencer. Hij krijgt uitleg over de aangifte van vermissing en de vondst van het lijk. Eén maal per week wordt er in het pand een gezamenlijke bijeenkomst gehouden, maar tussentijds kunnen de leden met eigen sleutel het gebouw in en uit lopen. Dokter Den Koninghe constateert dat de gevonden man al een dag of vier dood is en noemt de stilettosteek een toevalstreffer. Julius Spencer weet nog te vertellen dat rivaliteit binnen zijn club dodelijk kan zijn. Felix en Jean-Baptiste waren ooit grote rivalen.
Terug op het bureau zit Felix de Waard al te wachten. Hij wordt de tweede keer harder aangepakt door De Cock. Hij raadt aan om de computer van Jean-Baptiste aan een grondig onderzoek te onderwerpen. Verder was er een fraudezaak van ene Edward van Ravensburg, waar ook Jean-Baptiste zijdelings bij betrokken kan zijn. De Stichting heeft de fraude intern opgelost en er is nooit aangifte gedaan. Ook mededirecteur van de Gouden Harten, Richard Verhoeven, komt spontaan melding maken van dezelfde fraudezaak. Hij wil dat De Cock bij het moordonderzoek ook de fraudezaak alsnog onderzoekt. Maar de rechercheur legt het hem haarfijn uit. Ten eerste is er nooit aangifte gedaan en ten tweede eindigt strafvervolging met de dood. Dick Vledder stelt vervolgens monter voor de computer van het slachtoffer te inspecteren in zijn woonhuis aan de Haarlemmerweg. De sleutel heeft hij van de zus. De Cock vindt onder het bed een grote voorraad hartjes aan metalen kettinkjes. Dick Vledder ziet een overdaad aan kinderporno op de computer. En een half miljoen op een bankrekening van de niet zo succesvolle schrijver van detectiveverhalen. De Cock voelt zich oud want hij beseft dat Dick Vledder rechercheert op een terrein waar hij machteloos bij staat. Hij besluit de computer over te dragen aan de collega’s van de zedenpolitie.
Terug aan de Warmoesstraat komt Edward van Ravensburg, de fraudeur, steun zoeken bij de recherche. Hij bevestigt dat alle leden van de club een zwijgplicht kregen opgelegd met de dood als sanctie! Het rode hartje is een onderscheiding van de club. Het wordt met veel ceremonieel uitgereikt op een plenaire bijeenkomst. Ook Gabrielle komt weer langs. Haar broer was inderdaad pedofiel. Ze geeft zelf haar autoritaire vader de schuld, die op een tweede dochter had gehoopt. Als Gabrielle te horen krijgt dat haar broer een half miljoen bezat, valt ze ter plekke flauw en wordt ter observatie naar het AMC vervoerd. De Cock legt Dick Vledder uit dat geld de wortel is van het kwaad. Daarom moet een verhoor er nooit mee beginnen maar ermee eindigen. Dan komt de mededeling van de wachtcommandant dat twee interieurverzorgsters in de Gouden Harten club een lijk hebben gevonden. De twee rechercheurs vinden op de plaats delict onder identieke omstandigheden Richard Verhoeven. De Cock vreest nu dat zijn openbaringen jegens de recherche hem fataal zijn geworden. Dokter den Koninghe schat het tijdstip van overlijden 1 tot 2 uur eerder. Nu de tweede keer een steek met een stiletto wederom fataal werd, vraagt de dokter zich af of iemand met een medische opleiding heeft gestoken? Dick Vledder meldt dat de dames interieurverzorgsters een man met een zwarte cape met capuchon hebben zien wegrennen.
Vlak voor sluitingstijd besluiten de twee rechercheurs nog een cognackie te halen bij Smalle Lowietje. Nadat De Cock heeft geklaagd over 2 moorden op 1 dag, meldt Lowie spontaan dat de club van de Gouden Harten bekendstaat als een hoerenkast. Nou ja, pedofielenkast of zoiets. En De Cock komt er weer achter dat Lowie niet vies is van hoertjes en snollen, maar pedofilie is voor hem een brug te ver. De volgende ochtend wordt de Cock bij chef Buitendam ontboden. Julius Spencer heeft om uiterste discretie bij het moordonderzoek gevraagd en De Cock vliegt na een lange discussie weer de kamer uit. Bij de rechercheurs meldt zich Emmanuel Verhoeven, de broer van Richard. Hij woont met hem in één huis en weet dat zijn broer pedofiel was en bang te worden vermoord. Diezelfde middag spreekt De Cock de verzamelde leden van de Gouden Harten Stichting toe. De Cock vertelt dat hij nadrukkelijk de moordenaar zoekt tussen de clubleden. Omdat geen van de leden een gesprek met de rechercheurs aanknoopt, besluit De Cock Julius Spencer nader aan de tand te voelen. Laatstgenoemde ontkent pedofiel te zijn en ontkent de geheimhoudingsplicht. Bereidwillig verstrekt hij onder het beding van uiterste discretie een lijst van leden en ex-leden. Boekhouder George Peter de Vries van de Stichting meldt zich alsnog luidruchtig bij de rechercheurs. De twee slachtoffers zijn terecht omgebracht. Ze chanteerden donateurs met compromitterende pedofilie.
De Cock besluit nu ook de woning en computer van Richard Verhoeven te gaan onderzoeken. Aan de Prinsengracht krijgen ze daartoe alle medewerking van zijn broer Emmanuel. Op de computer van Richard vindt Dick Vledder nog schokkender foto’s dan bij Jean-Baptiste. Ook Edward van Ravensburg is uitdrukkelijk van de partij. Na het printen van deze foto besluit De Cock onmiddellijk naar de Middenweg te rijden, om te zien of Edward nog in leven is. Nadat daar niemand thuis geeft, vinden ze Edward op identieke wijze vermoord aan de Brouwersgracht in het clubhuis met een slanke stiletto in de rug. Nadat De Cock zijn gebruikelijke moeie voeten heeft gekregen, zet hij zijn bekende val voor de moordenaar op. Appie Keizer en Fred Prins worden weer ingeschakeld. Aan Dick Vledder deze keer de eer de moordenaar te arresteren, nadat hij het pand aan de Brouwersgracht had verlaten. Het is Felix de Waard.
De Cock legt het bij hem thuis voor iedereen uit. Op de lijst van ex-leden stond twee keer de naam Felix de Waard, vader en zoon. Volgens Julius Spencer had laatstgenoemde ooit zelfmoord gepleegd. De Cock zocht dat uit en vond dat hij zich op 16-jarige leeftijd had opgehangen. Terwijl de zedenpolitie Felix de Waard aan de praat hield, brak De Cock in zijn woning in. Hij vond er een cape met capuchon. Ingelijst in de woning achter glas vond hij de afscheidsbrief van de 16-jarige Felix. Zo zag De Cock de namen van de drie slachtoffers reeds vermeld staan, Jean-Baptiste, Richard en Edward. De Cock liet vervolgens Julius Spencer een brief schrijven aan de op wraakbeluste vader. Zijn zoon had het allemaal maar wat lekker gevonden dus was die afscheidsbrief onbegrijpelijk. Maar Julius wilde namens de Gouden Harten best wel een geldbedrag betalen om de zaak af te sluiten. Dick Vledder beschuldigt De Cock maar weer eens dat hij dergelijke technieken van de duivel krijgt ingefluisterd. De grijze rechercheur beaamt dat en stelt dat de duivel de wortel van het kwaad is. Inmiddels heeft Felix de drie moorden en zijn moordpoging bekend. Als de gasten weg zijn vraagt mevrouw De Cock zich af waarom die ingelijste brief destijds niet aan de recherche is getoond. De Cock denkt dat die brief het moordplan zelf inhield en dus binnenskamers moest blijven.